# Paris-Nice 1952
Paris-Nice 1952 est la 10e édition de la course cycliste Paris-Nice. La course a lieu entre le 25 et le 30 mars 1952. La victoire revient au coureur français Louison Bobet, de l'équipe Stella, devant Donato Zampini (Benotto) et Raymond Impanis (Garin).

## Participants
Dans cette édition de Paris-Nice, 131 coureurs participent. Parmi les participants, on compte 16 coureurs individuels et 115 coureurs répartis en 17 équipes : Bertin, Route de France, Terrot, Stella, La Perle, Benotto, Arligue, Alcyon, Colomb, Dilecta, Delangle, France-Sport, Gitane-Hutchinson, Garin, Metropole, Vietto et Vanoli.
L'équipe Route de France est formée par les meilleurs coureurs amateurs de la course homonyme. Son leader est Raphaël Géminiani.

## Étapes
| Étapes                | Date    | Villes étapes            | km       | Vainqueur d’étape | Leader du classement général |
| --------------------- | ------- | ------------------------ | -------- | ----------------- | ---------------------------- |
| 1re étape             | 25 mars | Paris-Pougues-les-Eaux   | 220,5 km | André Darrigade   | André Darrigade              |
| 2e étape              | 26 mars | Pougues-les-Eaux-Annonay | 292 km   | Louison Bobet     | Louison Bobet                |
| 3e étape, 1er secteur | 27 mars | Annonay-Vergèze          | 216 km   | Louison Bobet     | Louison Bobet                |
| 3e étape, 2e secteur  | 27 mars | Vergèze-Arles            | 48,5 km  | Raymond Impanis   | Louison Bobet                |
| 4e étape              | 28 mars | Arles-Antibes            | 251 km   | Albert Dolhats    | Louison Bobet                |
| 5e étape              | 29 mars | Antibes-Grasse (clm)     | 57 km    | Louison Bobet     | Louison Bobet                |
| 6e étape              | 30 mars | Grasse-Nice              | 175 km   | Louison Bobet     | Louison Bobet                |

## Résultats des étapes

### 1reétape
25-03-1952. Paris-Pougues-les-Eaux, 220,5 km.
|   | Cycliste        | Équipe   | Temps           |
| - | --------------- | -------- | --------------- |
| 1 | André Darrigade | La Perle | 5 h 59 min 16 s |
| 2 | Jacques Dupont  | Dilecta  | m.t.            |
| 3 | Guy Lapébie     | Delangle | m.t.            |

### 2eétape
26-03-1952. Pougues-les-Eaux-Annonay, 292 km.
|   | Cycliste         | Équipe  | Temps           |
| - | ---------------- | ------- | --------------- |
| 1 | Louison Bobet    | Stella  | 8 h 49 min 43 s |
| 2 | Donato Zampini   | Benotto | m.t.            |
| 3 | Lucien Teisseire | Vanoli  | + 1 min 44 s    |

### 3eétape,1ersecteur
27-03-1952. Annonay-Vergèze, 216 km.
|   | Cycliste       | Équipe            | Temps           |
| - | -------------- | ----------------- | --------------- |
| 1 | Louison Bobet  | Stella            | 5 h 07 min 49 s |
| 2 | Félix Bermudez | Metropole         | m.t.            |
| 3 | Roger Decock   | Gitane-Hutchinson | m.t.            |

### 3eétape,2esecteur
27-03-1952. Vergèze-Arles, 48,5 km.
|   | Cycliste        | Équipe            | Temps       |
| - | --------------- | ----------------- | ----------- |
| 1 | Raymond Impanis | Garin             | 59 min 53 s |
| 2 | Félix Bermudez  | Metropole         | m.t.        |
| 3 | Georges Gilles  | Gitane-Hutchinson | m.t.        |

### 4eétape
28-03-1952. Arles-Antibes, 251 km.
|   | Cycliste       | Équipe            | Temps           |
| - | -------------- | ----------------- | --------------- |
| 1 | Albert Dolhats | La Perle          | 8 h 42 min 29 s |
| 2 | Georges Decaux | Gitane-Hutchinson | m.t.            |
| 3 | Guido De Santi | Benotto           | m.t.            |

### 5eétape
29-03-1952. Antibes-Grasse, 57 km. (clm)
|   | Cycliste        | Équipe | Temps           |
| - | --------------- | ------ | --------------- |
| 1 | Louison Bobet   | Stella | 1 h 47 min 56 s |
| 2 | Pierre Barbotin | Stella | + 1 min 07 s    |
| 3 | Raymond Impanis | Garin  | + 2 min 40 s    |

### 6eétape
30-03-1952. Grasse-Nice, 175 km.
|   | Cycliste        | Équipe          | Temps           |
| - | --------------- | --------------- | --------------- |
| 1 | Louison Bobet   | Stella          | 5 h 04 min 20 s |
| 2 | Raymond Impanis | Garin           | m.t.            |
| 3 | Jacques Vivier  | Route de France | m.t.            |

## Classements finals

### Classement général
|    | Cycliste         | Équipe            | Temps            |
| -- | ---------------- | ----------------- | ---------------- |
| 1  | Louison Bobet    | Stella            | 36 h 35 min 24 s |
| 2  | Donato Zampini   | Benotto           | + 4 min 18 s     |
| 3  | Raymond Impanis  | Garin             | + 5 min 52 s     |
| 4  | Jean Dotto       | France-Sport      | + 7 min 25 s     |
| 5  | Désiré Keteleer  | Garin             | + 11 min 31 s    |
| 6  | Lucien Teisseire | Vanoli            | + 15 min 00 s    |
| 7  | Pierre Barbotin  | Stella            | + 15 min 40 s    |
| 8  | Antonin Rolland  | Terrot            | + 15 min 40 s    |
| 9  | Georges Decaux   | Gitane-Hutchinson | + 16 min 56 s    |
| 10 | Albert Dolhats   | La Perle          | + 18 min 12 s    |